# 6th Infantry Division (Vereinigte Staaten)
Die 6th Infantry Division (deutsch 6. US-Infanteriedivision; Spitznamen: Red Star und Sight Seein’ Sixth) war ein Großverband der US-Army, der im Ersten Weltkrieg und Zweiten Weltkrieg sowie während des Kalten Krieges und im Golfkrieg aktiv war.

## Geschichte

### Erster Weltkrieg
Die 6. Infanteriedivision wurde im November 1917 aufgestellt und kam im Juni 1918 nach Frankreich. Sie kam dort als Teil der American Expeditionary Forces in den Vogesen und in der Maas-Argonnen-Offensive zum Einsatz. Bis zum Kriegsende im November 1918 verlor die Division 38 Mann im Kampf und hatte zudem 348 Verwundete zu beklagen. General John J. Pershing lobte die Division für ihren Fronteinsatz. Nach dem Kriegsende blieb der Verband in Frankreich und Deutschland stationiert. Zur gleichen Zeit erhielt sie auch ihr offizielles Emblem, einen roten Stern. Im Juni 1919 kam die Division zurück in die USA, wo sie in Camp Grant, Illinois, stationiert war und am 30. September 1921 demobilisiert wurde.

### Zweiter Weltkrieg
Die Neuaufstellung der Division erfolgte 1939. Im Sommer 1943 kam die Division für verschiedene Trainingseinheiten für den Einsatz im Pazifik nach Hawaii und Papua-Neuguinea. Im Juni 1944 kam sie schließlich nach Niederländisch-Neuguinea und wurde überwiegend für Kampfpatrouillen eingesetzt. Noch im gleichen Sommer kam es in der Schlacht vom Lone Tree Hill im Norden der Insel zum Kampf mit den Japanern. Es folgte die Landung auf dem Vogelkop, die als Schlacht von Sansapor bekannt wurde, Ende Juli. Bis zum Jahresende folgten dann Sicherungseinsätze an der Küste.
Am 6. Januar 1945 landete die Division mit anderen Verbänden auf den Philippinen. Die Division schaffte es, die japanischen Gegner bis nach Cabanatuan und später bis nach Muñoz zurückzudrängen. Technical Sergeant Donald E. Rudolph machte sich bei diesem Einsatz so verdient, dass ihm die Medal of Honor verliehen wurde. Beim Raid at Cabanatuan am 27. Januar half die 6th Infantry Division bei der Befreiung alliierter Kriegsgefangener. Im Februar 1945 folgten im Verband der 6. Armee schließlich Kämpfe um die Halbinsel Bataan. Danach rückte die Division im Verband des XIV. Corps (General Griswold) nach Manila vor, wo sie an der Schlacht um Manila teilnahm. Während der Kämpfe um den Mataba Mountain im Raum südlich von Montalban, wurde der Divisionskommandeur Generalmajor Patrick am 14. März tödlich verwundet. Corporal Melvin Mayfield half während der Schlacht trotz einer Verwundung bei der Zerstörung eines Beobachterpostens und anderer Ziele und erhielt dafür als zweites Mitglied der Division die Medal of Honor. Es folgten bis zum Juli weitere Einsätze gegen die übrigen japanischen Verteidiger. Danach war die 6th Infantry Division im Cagayan Valley stationiert, ehe Japan am 2. September kapitulierte. Im Zweiten Weltkrieg starben 410 Soldaten der Division, 1957 wurden verwundet. Nach dem Kriegsende folgte die Verschiffung nach Korea, wo die Division 1949 deaktiviert wurde.

### Kalter Krieg und Golfkrieg
Die Division wurde am 4. Oktober 1950 in Fort Ort, Kalifornien, neuaufgestellt, ehe sie 1956 wieder deaktiviert wurde. 1967 kam es kurzzeitig erneut zur Reaktivierung, die Division wurde jedoch nicht in den Vietnamkrieg geschickt. Im Juli 1968 wurde sie wieder deaktiviert. Im April 1986 wurde die Division wieder aktiviert, diesmal in Anchorage. Sie wurde dort für den Einsatz in der Arktis zurückgehalten. Teile der Einheit wurden trotzdem 1990 zur Multinational Force and Observers auf die Sinai-Halbinsel abkommandiert. Doch bereits im August 1990 kamen weitere Teile der Division als Teil der Operation Desert Shield zur Befreiung Kuwaits in den Nahen Osten. Am 6. Juli 1994 wurde die Division schließlich endgültig aufgelöst. Nur Teileinheiten wie die Pioniereinheiten wurden später noch wieder neuaufgestellt, um anderen Division unterstellt zu werden.

## Organisation
Im Ersten Weltkrieg hatte die Division diese Aufstellung:
- 11th Infantry Brigade
  - 51st Infantry Regiment
  - 52nd Infantry Regiment
  - 17th Machine Gun Battalion
- 12th Infantry Brigade
  - 53rd Infantry Regiment
  - 54th Infantry Regiment
  - 18th Machine Gun Battalion
- Divisional Troops
- 16th Machine-Gun Battalion
- 3rd Artillery Battalion
- 11th Artillery Battalion
- 78th Artillery Battalion

Im Zweiten Weltkrieg war die Division folgendermaßen aufgestellt:
- 1st Infantry Regiment
- 20th Infantry Regiment
- 63rd Infantry Regiment
- 1st Field Artillery Battalion
- 51st Field Artillery Battalion
- 53rd Field Artillery Battalion
- 80th Field Artillery Battalion
- 6th Signal Company
- 706th Ordnance Company
- 6th Quartermaster Company
- 6th Reconnaissance Troop
- 6th Engineer Battalion
- 6th Medical Battalion
- 6th Counter Intelligence Detachment

## Divisionskommandeure (bis 1949)
| Colonel Charles E. Tayman              | 26. November 1917 – 28. Dezember 1917 |
| Brigade General James Brailsford Erwin | 29. Dezember 1917 – 27. August 1918   |
| Major General Walter P. Gordon         | 28. August 1918 – 1. Juni 1919        |
| Brigade General Clement A. Trott       | Oktober 1939 – Oktober 1940           |
| Brigade General Frederick E. Uhl       | Oktober 1940 – Dezember 1940          |
| Major General Clarence S. Ridley       | Januar 1941 – August 1942             |
| Major General Durward S. Wilson        | September 1942 – October 1942         |
| Major General Franklin C. Sibert       | Oktober 1942 – August 1944            |
| Major General Edwin D. Patrick         | August 1944 – März 1945               |
| Major General Charles E. Hurdis        | März 1945 – April 1946                |
| Colonel George M. Williamson, Jr.      | April 1946 – Juni 1946                |
| Major General Albert E. Brown          | Juni 1946 – September 1946            |
| Brigade General John T. Pierce         | September 1946 – Oktober 1946         |
| Major General Orlando Ward             | Oktober 1946 – Januar 1949            |
| Einheit inaktiv                        | Januar 1949                           |